# جيم تشابيل
جيم تشابيل (بالإنجليزية: Jim Chappell)‏ هو عازف جاز وعازف بيانو أمريكي، ولد في القرن العشرين في ميشيغان في الولايات المتحدة.